# Romantic Warriors
Romantic Warriors (Guerreros Románticos) es el quinto disco de la carrera de Modern Talking. Es publicado en 1987 bajo el sello BMG Ariola y producido por Dieter Bohlen. Este es el año del primer quiebre del dúo. Después del éxito de ventas logrado con los cuatro álbumes previos, Romantic Warriors llegó "sólo" al #3 en Alemania y permaneció escasas 10 semanas en el chart. Sin embargo, el álbum es evidencia de un proceso de maduración con respecto a las composiciones, los arreglos y la producción.

## Lista de canciones
| #   | Título                                 | Tiempo |
| --- | -------------------------------------- | ------ |
| 1.  | "Jet Airliner" (Dieter Bohlen)         | 4:19   |
| 2.  | "Like A Hero" (Dieter Bohlen)          | 3:45   |
| 3.  | "Don't Worry" (Dieter Bohlen)          | 3:31   |
| 4.  | "Blinded By Your Love" (Dieter Bohlen) | 4:02   |
| 5.  | "Romantic Warriors" (Dieter Bohlen)    | 3:59   |
| 6.  | "Arabian Gold" (Dieter Bohlen)         | 3:43   |
| 7.  | "We Still Have Dreams" (Dieter Bohlen) | 3:18   |
| 8.  | "Operator Gimme 609" (Dieter Bohlen)   | 3:39   |
| 9.  | "You And Me" (Dieter Bohlen)           | 4:04   |
| 10. | "Charlene" (Dieter Bohlen)             | 3:50   |

## Posición en las listas
| Chart (1987) | Máxima Posición |
| ------------ | --------------- |
| Alemania     | 3               |
| Austria      | 6               |
| Grecia       | 12              |
| Noruega      | 10              |
| Países Bajos | 35              |
| Suecia       | 15              |
| Suiza        | 8               |
| Turquía      | 1               |

## Créditos
- Música: Dieter Bohlen
- Letra: Dieter Bohlen
- Arreglos: Dieter Bohlen
- Producción: Dieter Bohlen
- Coproducción: Luis Rodriguez
- Publicación: Hansa/Hanseatic
- Distribución: BMG Records
- Dirección de Arte y Concepto: Manfred Vormstein
- Diseño: Ariola-Studios
- Fotografía: Tony Stone Associates/Manfred Vormstein/Dieter Zill